# Renaud Lavillenie
Renaud Lavillenie (ur. 18 września 1986 w Barbezieux-Saint-Hilaire) – francuski lekkoatleta specjalizujący się w skoku o tyczce.
Jako junior nie odnosił sukcesów międzynarodowych, a na dużej imprezie zadebiutował w 2007, zajmując dziesiątą lokatę w młodzieżowych mistrzostwach Europy. Już na eliminacjach zakończył swój udział w halowym czempionacie globu w Walencji (2008). Rok później został halowym mistrzem Europy. Kilka miesięcy po tym sukcesie, 21 czerwca 2009, podczas drużynowego czempionatu Starego Kontynentu uzyskał wynik 6,01 – tym samym poprawił rekord Francji oraz został siedemnastym w historii lekkoatletyki tyczkarzem, który pokonał poprzeczkę zawieszoną na wysokości ponad sześciu metrów. Należał do grona faworytów mistrzostw świata w Berlinie (2009) – ostatecznie zdobył na tej imprezie brązowy medal. Na początku sezonu 2010 nie udało mu się wywalczyć awansu do finału podczas halowych mistrzostw globu. Latem najpierw został mistrzem Europy, a później uplasował się na drugiej pozycji w zawodach o puchar interkontynentalny. Zwycięzca łącznej punktacji Diamentowej Ligi 2010 w skoku o tyczce. Osiągając wynik 6,03 – nowy rekord kraju – wygrał w Paryżu halowe mistrzostwa Starego Kontynentu (2011). Brązowy medalista mistrzostw świata (Daegu 2011). Zwycięzca łącznej punktacji Diamentowej Ligi 2011 w skoku o tyczce. 5 grudnia 2011 podczas treningu doznał kontuzji złamania lewej ręki. Po wyleczeniu kontuzjowanej ręki został w marcu 2012 halowym mistrzem świata. W czerwcu 2012 obronił tytuł mistrza Europy, a w sierpniu tego roku został mistrzem olimpijskim. Zwycięzca łącznej punktacji Diamentowej Ligi 2012 w skoku o tyczce. Na koniec roku 2012 zajął drugie miejsce w plebiscycie na europejskiego lekkoatletę roku organizowanym przez European Athletics. Na początku marca 2013 zdobył trzeci w karierze złoty medal halowych mistrzostw Europy. Podczas Mistrzostw Świata w Lekkoatletyce 2013 wywalczył srebrny medal. Zwycięzca łącznej punktacji Diamentowej Ligi 2013 w skoku o tyczce. Podczas mistrzostw świata w Pekinie stanął na najniższym stopniu podium (2015). Na początku 2016 zdobył swój drugi złoty medal halowych mistrzostw świata. Wicemistrz olimpijski z 2016 z Rio de Janeiro. W 2017 zdobył swój czwarty brązowy medal mistrzostw świata.
Medalista mistrzostw Francji.
Jego młodszy brat Valentin także jest tyczkarzem.

## Osiągnięcia
| Rok  | Impreza                                 | Miejsce        | Pozycja           | Wynik |
| ---- | --------------------------------------- | -------------- | ----------------- | ----- |
| 2007 | Młodzieżowe mistrzostwa Europy          | Debreczyn      | 10. miejsce       | 5,30  |
| 2008 | Halowy puchar Europy                    | Moskwa         | 2. miejsce        | 5,60  |
| 2008 | Halowe mistrzostwa świata               | Walencja       | el. – 13. miejsce | 5,55  |
| 2009 | Halowe mistrzostwa Europy               | Turyn          | 1. miejsce        | 5,81  |
| 2009 | Superliga drużynowych mistrzostw Europy | Leiria         | 1. miejsce        | 6,01  |
| 2009 | Mistrzostwa świata                      | Berlin         | 3. miejsce        | 5,80  |
| 2010 | Halowe mistrzostwa świata               | Doha           | el. – 10. miejsce | 5,45  |
| 2010 | Superliga drużynowych mistrzostw Europy | Bergen         | 1. miejsce        | 5,70  |
| 2010 | Mistrzostwa Europy                      | Barcelona      | 1. miejsce        | 5,85  |
| 2010 | Puchar interkontynentalny               | Split          | 2. miejsce        | 5,90  |
| 2010 | DécaNation                              | Annecy         | 1. miejsce        | 5,80  |
| 2011 | Halowe mistrzostwa Europy               | Paryż          | 1. miejsce        | 6,03  |
| 2011 | Superliga drużynowych mistrzostw Europy | Sztokholm      | 5. miejsce        | 5,50  |
| 2011 | Mistrzostwa świata                      | Daegu          | 3. miejsce        | 5,85  |
| 2012 | Halowe mistrzostwa świata               | Stambuł        | 1. miejsce        | 5,95  |
| 2012 | Mistrzostwa Europy                      | Helsinki       | 1. miejsce        | 5,97  |
| 2012 | Igrzyska Olimpijskie                    | Londyn         | 1. miejsce        | 5,97  |
| 2013 | Halowe mistrzostwa Europy               | Göteborg       | 1. miejsce        | 6,01  |
| 2013 | Superliga drużynowych mistrzostw Europy | Gateshead      | 1. miejsce        | 5,77  |
| 2013 | Mistrzostwa świata                      | Moskwa         | 2. miejsce        | 5,89  |
| 2014 | Mistrzostwa Europy                      | Zurych         | 1. miejsce        | 5,80  |
| 2014 | Puchar interkontynentalny               | Marrakesz      | 1. miejsce        | 5,80  |
| 2015 | Halowe mistrzostwa Europy               | Praga          | 1. miejsce        | 6,04  |
| 2015 | Superliga drużynowych mistrzostw Europy | Czeboksary     | 1. miejsce        | 5,85  |
| 2015 | Mistrzostwa świata                      | Pekin          | 3. miejsce        | 5,80  |
| 2016 | Halowe mistrzostwa świata               | Portland       | 1. miejsce        | 6,02  |
| 2016 | Mistrzostwa Europy                      | Amsterdam      | –                 | NH    |
| 2016 | Igrzyska olimpijskie                    | Rio de Janeiro | 2. miejsce        | 5,98  |
| 2017 | Superliga drużynowych mistrzostw Europy | Lille          | 1. miejsce        | 5,80  |
| 2017 | Mistrzostwa świata                      | Londyn         | 3. miejsce        | 5,89  |
| 2018 | Halowe mistrzostwa świata               | Birmingham     | 1. miejsce        | 5,90  |
| 2018 | Mistrzostwa Europy                      | Berlin         | 3. miejsce        | 5,95  |
| 2018 | Puchar interkontynentalny               | Ostrawa        | 2. miejsce        | 5,80  |
| 2019 | Superliga drużynowych mistrzostw Europy | Bydgoszcz      | 3. miejsce        | 5,71  |
| 2019 | Mistrzostwa świata                      | Doha           | el. – 15. miejsce | 5,60  |
| 2021 | Igrzyska olimpijskie                    | Tokio          | 8. miejsce        | 5,70  |
| 2022 | Mistrzostwa świata                      | Eugene         | 5. miejsce        | 5,87  |
| 2022 | Mistrzostwa Europy                      | Monachium      | 7. miejsce        | 5,65  |
| 2025 | Halowe mistrzostwa Europy               | Apeldoorn      | 11. miejsce       | 5,60  |

## Rekordy życiowe
Stadion
- skok o tyczce – 6,05 (30 maja 2015, Eugene) – 6. wynik w historii światowej lekkoatletyki

Hala
- skok o tyczce – 6,16 (15 lutego 2014, Donieck) do 2020 rekord świata, 2. wynik w historii światowej lekkoatletyki